# Yıldırım Akbulut
Yıldırım Akbulut (IPA: [jɯɫdɯˈɾɯm akbuˈɫut]) (Erzincan, 2 settembre 1935 – Ankara, 14 aprile 2021) è stato un politico turco.

## Biografia
Fu primo ministro della Turchia dal novembre 1989 al giugno 1991.
Dal dicembre 1987 al novembre 1989 e nuovamente dal maggio 1999 al settembre 2000 fu Presidente della Grande Assemblea Nazionale Turca.